# Guldkusten (region)

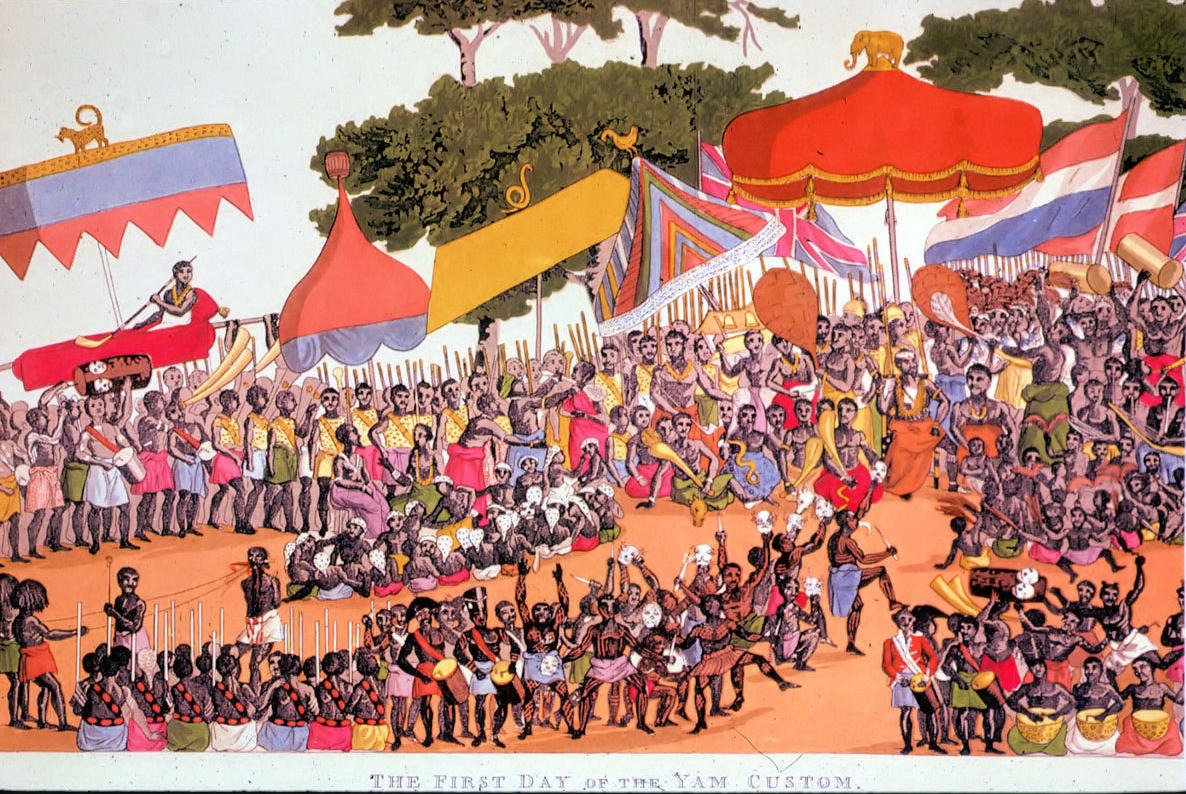
Ashantifolket var den största folkgruppen på Guldkusten. De var dominerande i slavhandeln, och på 1700-talet gick alla slavrutter i området via ashantiernas huvudstad Kumasi. Målningen visar ashantifolkets årliga yam-fest. Lägg märke till de europeiska flaggorna till höger i bilden.

Guldkusten var benämning på en del av Guineakusten i Västafrika mellan floderna Assini och Volta.
Närliggande kuststräckor var Pepparkusten, Elfenbenskusten och Slavkusten. Namnen på de olika kuststräckningarna kommer från de ursprungligen viktigaste exportvarorna för varje enskilt område. Guld, slavar och elfenben rörde det sig om för européerna i hela området, men i olika förhållanden. Europeiska skepp som anlöpte Guineabukten på 1600- och 1700-talet gick oftast i triangelhandel med just dessa tre varor i lasten. Perioden från det att européerna kom till Guldkusten till dess den engelska kolonin etablerades betecknas som förkolonial tid. Redan före 1820 blev engelsmännen inblandade i krig då de ville stoppa slavhandeln. För att uppnå sitt mål blev de tvungna att bekämpa de lokala härskarna, och då speciellt ashantifolket, med militär makt. Efter denna tidpunkt etablerades en politisk makt över de lokala folkslagen, med auktoritet från den engelska staten. Först 1874 blev den brittiska kolonin Guldkusten etablerad. Nationen Ghana bildades 1957 i samma område, den första kolonin i Afrika som fick självstyre.